# دوناتیا بقچه‌ای
دوناتیا بقچه‌ای (نام علمی: Donatia fascicularis)، گونه ای از گیاهان بالشتکی از خانواده دوناتیان است و با گونه‌های خانواده ستونیان نزدیک است. در نواحی کوهستانی و زیرآلپین غرب پاتاگونیا و تیرا دل فوئگو یافت می‌شود. این گونه از جنس جِی‌آر فورست و جی فورست (J.R.Forst & G.Forst) است.
اگرچه اولین بار در سال ۱۷۶۹ در طول اولین سفر (First voyage) جیمز کوک جمع‌آوری شد و در آن زمان توسط هنرمند سوار بر کشتی سیدنی پارکینسون (Sydney Parkinson) نقاشی شد، جنس و گونه آن تا سال ۱۷۷۶ به‌طور معتبر توسط یوهان رینهولد فورستر و پسرش جرج فورستر پس از سفر دوم (Second voyage) منتشر نشد.
در شیلی، دوناتیا بقچه‌ای، همراه با آستلیا پومیلا (Astelia pumila)، در خلاش‌های بالشتکی که در مناطقی که در معرض سواحل اقیانوس آرام قرار دارند، غالب است. به این ترتیب معمولاً همراه با خزه پوده‌زار که تمایل به رشد کمی بیشتر در داخل دارد، یافت نمی‌شود.